# Писаревщина (Дзержинский район)
Пи́саревщина (бел. Пі́сараўшчына) — деревня в составе Станьковского сельсовета Дзержинского района Минской области.
Находится в 10-и километрах от Дзержинска, 52-х километрах от Минска, в 10-и километрах от железнодорожной станции Койданово и в 7-и километрах от станции Негорелое.

## История
Известна с конца XIX — начала XX века. Находилась в составе Койдановской волости Минского уезда, насчитывалось 15 дворов. 
В 1870 году в Писаревщине проживали 17 жителей мужского пола. в 1897 году — 11 дворов, 67 жителей. С 9 марта 1918 года в составе провозглашённой Белорусской Народной Республики, однако фактически находилась под контролем германской военной администрации. С 1 января 1919 года в составе Советской Социалистической Республики Белоруссия, а с 27 февраля того же года в составе Литовско-Белорусской ССР, летом 1919 года деревня была занята польскими войсками, после подписания рижского мира — в составе Белорусской ССР. В 1926 году — 13 дворов, 72 жителя. Во время Великой Отечественной войны на фронте погиб 1 сельчанин. В 1960 году насчитывалось 19 жителей. Писаревщина входила в состав колхоза «Белаурсь» (центр — д. Гарбузы). В 1991 году — 16 дворов, 22 жителя.
30 октября 2009 года деревня передана из ликвидированного Ляховичского в Станьковский сельсовет. В 2009 году в составе филиала «Крион-Агро».

## Население
| Численность населения (по годам) | Численность населения (по годам) | Численность населения (по годам) | Численность населения (по годам) | Численность населения (по годам) | Численность населения (по годам) | Численность населения (по годам) | Численность населения (по годам) |
| 1897                             | 1926                             | 1960                             | 1991                             | 1999                             | 2004                             | 2010                             | 2017                             |
| -------------------------------- | -------------------------------- | -------------------------------- | -------------------------------- | -------------------------------- | -------------------------------- | -------------------------------- | -------------------------------- |
| 67                               | ↗72                              | ↘19                              | ↗22                              | →22                              | ↘19                              | ↘17                              | ↘12                              |
| 2018                             | 2020                             |                                  |                                  |                                  |                                  |                                  |                                  |
| ↗13                              | ↘12                              |                                  |                                  |                                  |                                  |                                  |                                  |